# Kłempusze
Kłempusze (ukr. Климпуші) – wieś na Ukrainie, w obwodzie iwanofrankiwskim, w rejonie nadwórniańskim.